# Serie A 1957 (pallanuoto maschile)
La Serie A 1957 fu la 38ª edizione della massima serie del Campionato italiano maschile di pallanuoto. Si impose la Rari Nantes Camogli, al suo sesto scudetto.

## Classifica Finale
|  |    | Classifica 1957   | Pt | G  | V  | N | P  | GF | GS |  |
|  | -- | ----------------- | -- | -- | -- | - | -- | -- | -- |  |
|  | 1. | Camogli           | 22 | 14 | 10 | 2 | 2  | 52 | 34 |  |
|  | 2. | Napoli            | 21 | 14 | 10 | 1 | 3  | 68 | 41 |  |
|  | 3. | Canottieri Napoli | 18 | 14 | 9  | 0 | 5  | 75 | 48 |  |
|  | 4. | Roma              | 14 | 14 | 5  | 4 | 5  | 57 | 68 |  |
|  | 5. | Lazio             | 13 | 14 | 4  | 5 | 5  | 52 | 53 |  |
|  | 6. | Nervi             | 9  | 14 | 3  | 3 | 8  | 39 | 58 |  |
|  | 7. | Pro Recco         | 8  | 14 | 4  | 0 | 10 | 39 | 63 |  |
|  | 8. | Florentia         | 7  | 14 | 2  | 3 | 9  | 24 | 53 |  |
|  |    |                   |    |    |    |   |    |    |    |  |

## Verdetti
- Rari Nantes Camogli Campione d'Italia